# Witchy Woman
"Witchy Woman" é uma música escrita por Don Henley e Bernie Leadon, gravada pela banda Eagles.
É o segundo single do álbum de estreia, Eagles.

## Paradas
Singles
| Ano  | Single         | Parada                | Posição |
| ---- | -------------- | --------------------- | ------- |
| 1972 | "Witchy Woman" | Billboard Pop Singles | 9       |